# A múmia visszatér
A múmia visszatér (eredeti cím: The Mummy Returns) 2001-ben megjelent amerikai kalandfilm, melyet Stephen Sommers rendezett. A főszerepben Brendan Fraser, Rachel Weisz, Arnold Vosloo és Oded Fehr látható. Az 1999-es A múmia című film folytatása, cselekménye tíz évvel A múmia történetének ideje után játszódik 1933-ban. 
2008. július 31-én mutatták be A múmia: A Sárkánycsászár sírja című harmadik Múmia-filmet, melynek negatív főszereplője Jet Li.
A filmet Londonban, Marokkóban és Jordániában forgatták, 2001. május 4-én mutatták be és világszerte összesen több mint 450 millió dollárnyi bevételt hozott a Universal Picturesnek.

## Történet
|  | Alább a cselekmény részletei következnek! |

Kr. e. 3067-ben a Skorpiókirály Théba egyiptomi városának leigázásra készül, ám elveszti a csatát, és kénytelen visszavonulni Ahm Sher sivatagába, ahol emberei egytől egyik mind elhullanak a forróságban. A haldokló Skorpiókirály felajánlja lelkét Anubisz istennek cserébe az életéért és hatalomért. Anubisz elfogadja az esküt, és felruházza a Skorpiókirályt saját hadserege feletti hatalommal, a körülötte lévő sivatagból pedig oázist varázsol. A Skorpiókirály a sereggel visszatér Thébába és elpusztítja a várost. A csata végeztével Anubisz elveszi a Skorpiókirály lelkét, serege pedig visszatér a sivatag homokjába, melyből született.
5000 évvel később, 1933-ban Evelyn és Rick O'Connell fiúkkal, Alexszel egy piramis belsejét tárják fel, amikor Evelynnek látomásai támadnak, melyek segítségével rábukkan egy dobozra, benne a Skorpiókirály színarany karperecével. Csakhogy elemelve a dobozt, a Nílus vize elönti a piramist, a házaspár épphogy megmenekül. Visszatérve londoni otthonukba, Alex felpróbálja a karperecet, ami aztán nem tud leszedni, majd az ereklye kivetíti neki az utat Ahm Sher oázisához, a Skorpiókirály aranypiramisába. Néhány perccel később a helyi British Museum kurátora, Baltus Hafez jelenik meg Meelával (Anck-su-namun reinkarnációjával) és bérgyilkosával; Lock-Nahval, felfogadott emberei pedig O'Connellékre és Evelyn bátyjára, Jonathanra támadnak. A család felveszi a harcot támadóikkal, ám azok elrabolják Evie-t és a Skorpiókirály karperecét tartalmazó dobozt (melyben a keresett tárgy nincsen benn), majd elhagyják a helyszínt. Néhány perccel később a medzsai tagja, Ardeth Bay tűnik fel, és elmondja Rickéknek, rátaláltak Imhotep testére és ismét fel akarják támasztani a Holtak Könyvével, hogy aztán a múmia legyőzze a Skorpiókirályt és vezethesse Anubisz seregét.
Rickék kiszabadítják a British Múzeumba szállított Eviet, majd egy Jonathan és Alex által szerzett emeletes busszal menekülni kezdenek, nyomukban a feltámasztott Imhotep szintén feltámasztott harcosaival. A múmiák legyőzése után a társaság fellélegzik, ám Lock-Nah rájön, hogy a karperec Alexen van, így az embereivel elrabolja a kisfiút, és elviszi Imhotepnek, aki ezután Hafezékkel Egyiptomba utazik. A vonaton Imhotep megöli a három banditát, akik elhozták neki Anck-su-namun szerveit rejtő kanópuszokat, így visszanyeri erejét és emberi formáját, a karnaki templomnál pedig visszahozza Anck-su-namun lelkét az alvilágból, mely Meelába költözik.
Mialatt Alex a karperec segítségével vezeti Hafezéket, családja és Ardeth Rick egyik régi barátja, Izzy léghajóján ered a világuralomra vágyó társaság után. Ardeth felfedezi Rick karján a medzsai tetoválását, ám hiába bizonygatja, az nem hiszi el, hogy tagja az ősi törzsnek. Eviere időközben látomás jön, újraéli előző életének néhány emlékét és rájön, ő volt I. Széthi lánya, Nefertiri, akinek feladata a Skorpiókirály karperecének őrzése volt. Mialatt megállnak pihenni, Alex homokvárakat épít, melyek leendő úticéljaikat ábrázolják, így szülei rá is találnak Ahm Sher oázisa mellett, ám a múmia ekkor hatalmas vízfalat támaszt, amitől a léghajó lezuhan, a balesetet azonban mindenki épségben megússza.
Míg Izzy-t a léghajónál hagyva Rickék tovább indulnak, a dzsungelt átszelő Hafezéket megtámadják a dzsungel mumifikálódott pigmeusai, és megtizedelik a katonákat. Ardeth végez Lock-Nahval, Ricknek  pedig sikerül kiszabadítani fiát, aki elmondja neki, hogy ha napfelkeltéig nem jut el a piramisba, a karperec kiszívja belőle az életet. Apja és fia még időben a piramishoz rohan, így Alex kezéről leválik az ereklye, időközben azonban a helyszínre érkező Evelynt Anck-su-namun hasba szúrja, ezzel megöli a nőt. Rick, karjában tartva az immár halott Evie-t, könnyezve bosszút esküszik, és a múmia után indul a piramisba, ahol meg is küzd az Anubisz által erejét vesztett Imhoteppel.
Mialatt Jonathan és Alex megszerzik a Holtak könyvét Anck-su-namuntól és a könyv segítségével sikeresen visszahozzák az élők közé Evelynt, Hafez is megérkezik a piramishoz, és felveszi a földön heverő karperecet, majd a Skorpiókirály szobrába helyezve feltámasztja a nagy harcost és vele együtt Anubisz seregét, mely ellen Ardeth Bay vezetésével a medzsai 11 törzse már összegyűlt a sivatagban. Evelyn és Anck-su-namun megmérkőznek egymással, Imhotep és Rick összecsapásába a Skorpiókirály is csatlakozik,  és a sivatagban is kezdetét veszi a csata. Rick a küzdelem során észrevesz egy domborművet a falon, melyen egy tetovált medzsai Ozirisz lándzsájával megöli a királyt, így hinni kezd kiválasztottságában és rájön, hogy ez a lándzsa valójában Jonathan arany jogara, melyet még Imhotep előző legyőzése után szerzett. A sógortól azonban a múmia előbb szerzi meg a lándzsát, ám végül O'Connell lesz az, aki ledöfi vele a Hafezzel végző Skorpiókirályt, melynek eredményeképpen Anubisz teljes serege porrá válik az Ardeth-ékkal folytatott csata során.
A piramis azonban elkezd összeomlani, Rick és Imhotep pedig egy széles szakadék szélére esnek, melynek alján túlvilági lelkek sikoltoznak. Ricket a terembe betérő Evie kimenekíti, Imhotep azonban miután látja, hogy Anck-su-namun szerelme nem olyan erős, hogy az életét kockáztassa érte, a mélybe veti magát, néhány pillanattal később pedig a nő is eltűnik egy szkarabeuszokkal teli mélyedésben. O'Connelléknek sikerül feljutniuk a piramis tetejére, az egész oázist beszippantó örvény elől pedig a visszatért Izzy léghajója menti meg őket. A Skorpiókirály egész birodalma megsemmisül, Jonathannak azonban még sikerül megkaparintania az összeomlott piramis tetejéről egy hatalmas gyémánt követ. Végül Rick és Evy újból egymást átölelve, Jonathan pedig Izzyvel veszekedve hagyják el a helyszínt.
|  | Itt a vége a cselekmény részletezésének! |

## Szereplők
| Szerep                              | Színész                  | Magyar hang         |
| ----------------------------------- | ------------------------ | ------------------- |
| Rick O’Connell                      | Brendan Fraser           | Viczián Ottó        |
| Evelyn Carnahan-O'Connell Nefertiri | Rachel Weisz             | Hámori Eszter       |
| Jonathan Carnahan                   | John Hannah              | Rubold Ödön         |
| Imhotep                             | Arnold Vosloo            | Barbinek Péter      |
| Ardeth Bey                          | Ódéd Fehr                | Széles Tamás        |
| Mathayus, a Skorpiókirály           | Dwayne Johnson           | eredeti nyelven     |
| Alexander O’Connell                 | Freddie Boath            | Radics Gergely      |
| Meela Nais Anck-Su-Namun            | Patricia Velásquez       | Bálint Sugárka      |
| Baltus Hafez                        | Alun Armstrong           | Varga Tamás         |
| Lock-Nah                            | Adewale Akinnuoye-Agbaje | Vass Gábor          |
| Izzy Buttons                        | Shaun Parkes             | Kálloy Molnár Péter |
| Red                                 | Bruce Byron              | Besenczi Árpád      |
| Jacques                             | Joe Dixon                | F. Nagy Zoltán      |
| Spivey                              | Tom Fisher               | Simon Aladár        |
| I. Széthi                           | Aharon Ipalé             | eredeti nyelven     |